# Turbonilla belotheca
Turbonilla belotheca är en snäckart som beskrevs av Dall 1889. Turbonilla belotheca ingår i släktet Turbonilla och familjen Pyramidellidae. Inga underarter finns listade i Catalogue of Life.